# Mistrovství světa v zápasu ve volném stylu 1997
Mistrovství světa v zápase ve volném stylu 1997 se uskutečnily v Krasnojarsku, Rusko.  Ženské soutěže se uskutečnily v Clermont-Ferrandu, (Francie). 

## Výsledky

### Volný styl muži
| Kategorie | Zlato                     | Stříbro           | Bronz            |
| --------- | ------------------------- | ----------------- | ---------------- |
| 54 kg     | Wilfredo García           | Jin Ju-dong       | Maulen Mamyrov   |
| 58 kg     | Mohammad Taláí            | Ramil Islamov     | Givi Sisauri     |
| 63 kg     | Abbás Hádžkinárí          | Cary Kolat        | Magomed Azizov   |
| 69 kg     | Arajik Gevorgjan          | Hwang Sang-ho     | Zaza Zozirovi    |
| 76 kg     | Buvajsar Sajtijev         | Alexander Leipold | Miroslav Gočev   |
| 85 kg     | Les Gutches               | Eldar Asanov      | Alírezá Hajdárí  |
| 97 kg     | Kuramagomed Kuramagomedov | Ahmet Doğu        | Eldar Kurtanydze |
| 130 kg    | Zekeriya Güçlü            | Alexis Rodríguez  | David Musulbes   |

### Volný styl ženy
| Kategorie | Zlato               | Stříbro           | Bronz            |
| --------- | ------------------- | ----------------- | ---------------- |
| 46 kg     | Zhong Xiue          | Mette Barlie      | Farah Touchi     |
| 51 kg     | Joanna Piasecka     | Shannon Williams  | Miho Adachi      |
| 56 kg     | Anna Gomis          | Mariko Shimizu    | Sara Eriksson    |
| 62 kg     | Lise Golliot        | Stéphanie Groß    | Małgorzata Bassa |
| 68 kg     | Christine Nordhagen | Sandy Bacherová   | Nina Englich     |
| 75 kg     | Kyoko Hamaguchi     | Kristie Stenglein | Liu Dongfeng     |

## Týmové hodnocení
| Pořadí | Muži volný styl | Muži volný styl | Ženy volný styl | Ženy volný styl |
| Pořadí | Tým             | Body            | Tým             | Body            |
| ------ | --------------- | --------------- | --------------- | --------------- |
| 1      | Rusko           | 61              | Japonsko        | 44              |
| 2      | Ukrajina        | 45              | Francie         | 41              |
| 3      | Írán            | 40              | USA             | 33              |
| 4      | Kuba            | 30              | Čína            | 25              |
| 5      | Turecko         | 29              | Německo         | 25              |
| 6      | USA             | 29              | Rusko           | 24              |
| 7      | Uzbekistán      | 25              | Norsko          | 22              |
| 8      | Jižní Korea     | 20              | Kanada          | 21              |
| 9      | Kazachstán      | 19              | Ukrajina        | 21              |
| 10     | Bulharsko       | 18              | Polsko          | 18              |